# Handball-DDR-Oberliga (Männer) 1961/62
Mit der Handball-DDR-Oberliga der Männer in der Saison 1961/62 wurden die Titelträger im Hallen- und im Feldhandball ausgetragen. In beiden Wettbewerben wurden zunächst Punktspiele in jeweils zwei Staffeln ausgetragen, in der Halle mit 16 auf dem Feld mit 20 Mannschaften. Danach ermittelten die Staffelsieger in einem Endspiel die Meister. In der Halle verteidigte der SC DHfK Leipzig wie 1961 seinen Titel, auf dem Feld siegte der ASK Vorwärts Berlin. Da in der Saison 1962/63 auch im Hallenhandball die Meisterschaft mit 20 Teams gespielt werden sollte, gab es in dieser Disziplin 1962 keine Absteiger.

## Hallenhandball

### Punktspiele
| Pl. | Mannschaft                | Sp | S  | U | N  | Tore    | Punkte |
| 1.  | SC DHfK Leipzig           | 14 | 12 | 1 | 1  | 298:188 | 25:03  |
| 2.  | SG Dynamo Halle           | 14 | 11 | - | 3  | 293:187 | 22:06  |
| 3.  | SC Lok Leipzig            | 14 | 10 | 2 | 2  | 271:183 | 22:06  |
| 4.  | BSG Wismut Aue (N)        | 14 | 7  | 2 | 5  | 264:241 | 16:12  |
| 5.  | BSG Motor Sömmerda (N)    | 14 | 3  | 2 | 9  | 169:292 | 08:20  |
| 6.  | Motor Gohlis Nord Leipzig | 14 | 3  | 1 | 10 | 182:228 | 07:21  |
| 7.  | BSG Lok Erfurt            | 14 | 3  | 1 | 10 | 187:257 | 07:21  |
| 8.  | BSG Motor Eisenach        | 14 | 3  | - | 11 | 145:207 | 06:22  |

| Pl. | Mannschaft                     | Sp | S  | U | N  | Tore    | Punkte |
| 1.  | SC Dynamo Berlin               | 14 | 12 | - | 2  | 282:174 | 24:04  |
| 2.  | ASK Vorwärts Berlin            | 14 | 10 | - | 4  | 301:217 | 20:08  |
| 3.  | SC Empor Rostock               | 14 | 10 | - | 4  | 237:104 | 20:08  |
| 4.  | BSG Lok Magdeburg SO           | 14 | 9  | 1 | 4  | 246.204 | 19:09  |
| 5.  | SC Aufbau Magdeburg            | 14 | 6  | - | 8  | 227:214 | 12:16  |
| 6.  | BSG ZAB Dessau                 | 14 | 5  | 1 | 8  | 292:311 | 11:17  |
| 7.  | BSG Einheit Neubrandenburg (N) | 14 | 2  | - | 12 | 179:291 | 04:24  |
| 8.  | BSG Lok Frankfurt/O. (N)       | 14 | 1  | - | 13 | 198:347 | 02:26  |

### Endspiel Halle
SC Dynamo Berlin – SC DHfK Leipzig 11:21 (4:15)
Die DHfK-Mannschaft startete explosiv, legte ein enormes Tempo vor. Schon nach drei Minuten führten die Leipziger mit 3:0, ohne sich einen Fehlwurf zu leisten. Ihr Torwart hatte bis dahin nicht einmal eingreifen müssen. Im gleichen Maße, wie die DHfK-Angreifer den Gegner jagten, so beherrschten die Abwehrspieler mit körperlichen und läuferischen Einsatz die Dynamo-Spieler. Mit ideenreichen Tempoangriffen wurde schon bis zur 19. Minute ein 12:4-Vorsprung herausgearbeitet. Unter dem Beifall der Zuschauer endete die erste Halbzeit mit 15:4 für die DHfK. Auch nach der Pause bekamen die Berliner das Spiel nicht in den Griff. Ihre Schwachstelle war die Abwehr, sie beging kapitale Fehler, die gegnerischen Spieler wurden nicht eng genug gedeckt. So konnten sich Kalderasch, Hölke und Co. die Lücken aussuchen, in die mit steilen Pässen hineingestoßen wurde. Vergeblich versuchten die Berliner mit Weitwürfen von Naumann und Senger zum Erfolg zu kommen, zudem fiel ihr Torgarant Hirsch schon nach 17. Minuten mit einer Handverletzung aus. Dynamo konnte am Ende nur bescheinigt werden, korrekt und fair das Spiel mitgestaltet und nie aufgesteckt zu haben.
| Berlin: Eisenach, Legien – Rudi Hirsch, Klaus-Dieter Matz (2); Naumann (6), Meißner, Klaus Petzold, Mannewitz (2); Werner Senger (1), Zielke, Greye Leipzig: Fischer, Franke – Klaus Langhoff (2), Paul Tiedemann (3); Warm (2); Otto Hölke (2), Reiner Leonhardt (4), Erwin Kaldarasch (5); Peter Randt (2), Faasch (1), Fährmann |
| Schiedsrichter: Schoof (Magdeburg), Zuschauer: 5000 in der Werner-Seelenbinder-Halle (Ost-Berlin) |

## Feldhandballmeisterschaft 1962

### Punktspiele
| Pl. | Mannschaft                   | Sp | S  | U | N  | Tore    | Punkte |
| 1.  | SC Lok Leipzig               | 18 | 17 | - | 1  | 261:152 | 34:02  |
| 2.  | SC Dynamo Berlin             | 18 | 15 | 1 | 2  | 283:177 | 31:05  |
| 3.  | SC Empor Rostock             | 18 | 10 | 1 | 7  | 213:170 | 21:15  |
| 4.  | SG Dynamo Leipzig            | 18 | 8  | 2 | 8  | 239:219 | 18:18  |
| 5.  | BSG Motor Staßfurt           | 18 | 9  | - | 9  | 164:184 | 18:18  |
| 6.  | SG Dynamo Halle              | 18 | 7  | 2 | 9  | 231:265 | 16:20  |
| 7.  | ZAB Dessau (N)               | 18 | 7  | 1 | 10 | 230:247 | 15:21  |
| 8.  | BSG Lok Magdeburg SO         | 18 | 7  | 1 | 10 | 207:245 | 15:21  |
| 9.  | BSG Traktor Neubrandenb. (N) | 18 | 5  | 1 | 12 | 182:229 | 11:25  |
| 10. | BSG Stahl Calbe              | 18 | -  | 1 | 17 | 162:284 | 0 1:35 |

| Pl. | Mannschaft                 | Sp | S  | U | N  | Tore    | Punkte |
| 1.  | ASK Vorwärts Berlin        | 18 | 16 | - | 2  | 296:181 | 32:04  |
| 2.  | SC DHfK Leipzig            | 18 | 14 | 1 | 3  | 259:169 | 29:07  |
| 3.  | SC Aufbau Magdeburg        | 18 | 13 | 1 | 4  | 263:187 | 27:09  |
| 4.  | BSG Stahl Krauschwitz      | 18 | 11 | - | 7  | 228:202 | 22:14  |
| 5.  | BSG Wismut Aue             | 18 | 10 | - | 8  | 243:241 | 20:16  |
| 6.  | BSG Motor Eisenach         | 18 | 8  | 1 | 9  | 234:223 | 17:19  |
| 7.  | BSG Motor Gohlis-Nord (N)  | 18 | 7  | 1 | 10 | 167:191 | 15:21  |
| 8.  | BSG Lok Schleife           | 18 | 6  | - | 12 | 171:232 | 12:24  |
| 9.  | BSG Traktor Lommatzsch (N) | 18 | 2  | - | 16 | 201:312 | 04:32  |
| 10. | BSG Lok Gera               | 18 | 1  | - | 17 | 120:244 | 02:34  |

### Endspiel Feld
(14. Oktober 1962)
ASK Vorwärts Berlin – SC Lok Leipzig 18:17 (12:12, 6:5) n. V.
Es war ein Spiel zweier gleich starker Gegner, die sich einander neutralisierten. So kam zwar kein gutklassiges, aber ein dramatisches Spiel zustande. Die Abwehr der Berliner war gut auf die dribbelstarken Leipziger Angriffsspieler eingestellt und bevorzugte die passive Deckungsvariante. Das brachte zunächst Erfolg, da die Lok-Spieler auf Weitwürfe verzichteten. Auf der anderen Seite stand aber auch die Leipziger Deckung sicher, gegen die die ASK-Angreifer anfangs keine Mittel fanden. In der gesamten ersten Halbzeit fehlte es der Begegnung an Schwung und Rasanz, keine Mannschaft konnte sich entscheidend durchsetzen. Die Zuschauer sahen leichte Vorteile beim SC Lok, wo Kretzschmar unterstützt von Lantzsch und Kauerauf das Spiel umsichtig dirigierte. Als in der zweiten Spielhälfte der ASK sich von den taktischen Zwängen befreite, änderte sich das Spielgeschehen. Innerhalb weniger Minuten wurde ein 5:6-Rückstand in eine 7:6-Führung umgewandelt. Danach wogte das Spiel hin und her, beide Teams gingen nun voll in die Offensive. Es gelang aber keiner Seite, einen größeren Vorsprung herauszuschießen, die Führung wechselte beständig. In der letzten Spielminute erreichte die Dramatik ihren Höhepunkt, als der Leipziger Kretzschmar in letzter Sekunde den 12:12-Ausgleich erzielte. Die Verlängerung sah zunächst wieder den ASK im Vorteil, er schoss eine 15:12-Führung heraus. Doch innerhalb von fünf Minuten glichen die Leipziger wieder aus. In der zweiten Hälfte der Verlängerung zogen die Berliner noch einmal mit 18:15 davon, anschließend kam der SC Lok wieder auf 17:18 heran. Noch in den endgültig letzten Sekunden hatten die Leipziger den Vorteil der Überzahl, nachdem der Berliner Haberhauffe vom Platz gestellt wurde. Die Zeit für den erneuten Ausgleich war jedoch zu kurz.
| Berlin: Schulze – Herbert Liedtke, Obermeyer; Lieske, Manfred Krost, Waldemar Pappusch (1); Michalk (1), Klaus Hebler (5). Klaus Müller (4), Gruber (2), Hans Haberhauffe (5) Leipzig: Dieter Weide – Winkler, Neuenhagen; Zschernitz, Horst Seifert, Ziegenhagen; Kauerauf (3), Zander (1), Pahlitzsch (1), Peter Kretzschmar (8), Lantzsch (4) |
| Schiedsrichter: Kurzenberg (Neustrelitz), Zuschauer: 5000 im Turbine-Stadion in Halle (Saale) |

## Quelle
- DDR-Sportzeitung Deutsches Sportecho, Jahrgang 1962